# 回归热
回归热（英語：Relapsing fever），是一种由包柔氏螺旋体属之细菌所导致的反复发热性疾病，属传染病，一般由体虱或者蜱虫叮咬传播。

## 症状
大多数感染者在被叮咬的3-11天内（潜伏期平均6日）开始出现症状，表现为突然发热、头痛、肌痛（关节痛）和恶心，持续约3-5日或更长。如无治疗，病情周期可反复数周，伴有间隔期。

## 致病

### 虱传回归热
体虱可传播导致流行性斑疹伤寒、战壕热以及回归热的病原体。虱传回归热（Louse-borne Relapsing Fever）由Borrelia recurrentis致病，较蜱传回归热更严重。虱传回归热常流行于环境较差之处，包括处于战争或饥荒的发展中国家，目前埃塞俄比亚、苏丹、索马里等地出现。
感染后不治疗的死亡率达30-70%，经过治疗可降低至1%。虱传回归热曾在20世纪初在欧洲流行（流行性斑疹伤寒、战壕热同时流行），1919-1923年间，据估计在苏俄、东欧地区有1300万人染病，其中500万人死亡。第二次世界大战期间，北非地区有100万人染病。

### 蜱传回归热
蜱传回归热（Tick-borne Relapsing Fever）常发生于非洲、西班牙、沙特阿拉伯、亚洲以及北美部分地区。该病主要发生在夏季，但冬季也时有发生。蜱传回归热的致病原为：
- Borrelia crocidurae
- Borrelia duttoni
- Borrelia hermsii
- Borrelia hispanica
- Borrelia miyamotoi[5]
- Borrelia parkeri
- Borrelia turicatae
- Borrelia persica

## 诊断
可通过血液检测是否存在螺旋菌进行诊断。此外，尽管血液检测是常规诊断方法，但其缺乏灵敏度，在许多场合已被聚合酶链式反应（PCR）检测代替。

## 治疗
治疗回归热患者可采用1-2周的抗生素治疗，一般病患在24小时内就有所好转。治疗后，并发症和死亡率较低。
四环霉素对此最为有效。但需要注意的是，该抗生素治疗可能在一半病患中引起雅-赫氏反应，导致焦虑、多汗、发热、心跳过速、呼吸急促等反应。